# Talang Tujuh Buah Tangga
Talang Tujuh Buah Tangga is een bestuurslaag in het regentschap Indragiri Hulu van de provincie Riau, Indonesië. Talang Tujuh Buah Tangga telt 715 inwoners (volkstelling 2010).